# Rosordningen
Rosordningen (Rosales) är en ordning av växter bland trikolpaterna som innehåller nio familjer varav typfamiljen är rosväxterna. De nio familjerna har genom genetisk analys visat sig vara släkt med varandra. Tidigare klassificeringar, bland annat Cronquistsystemet, har inkluderat många fler familjer, som numera ingår i andra ordningar eller familjer. Ibland anges en tionde familj i Rosales, Celtidaceae, men ofta anses att de arterna ingår i hampväxterna istället.